# Ha Asonot Shel Nina
Ha Asonot Shel Nina (en hebreo: האסונות של נינה), conocida en inglés como Nina’s Tragedies, en España como Las tragedias de Nina y en Hispanoamérica como Mi tía Nina, es una película del género de comedia dramática de producción israelí, estrenada en 2003.
Fue dirigida por Savi Gabizon y protagonizada por Ayelet Zurer, Yoram Hatam, Alon Aboutbol y Aviv Elkabets, entre otros.
Es la tercera película de Gabizon (luego de las menos exitosas Shuroo (1991) y Hole Ahava B'Shikun Gimel (1996)), y es lo que se podría denominar como una comedia triste, por la combinación de un matiz de humor negro con un drama social.
Aviv Elkabets (Nadav) y Ayelet Yuly Zurer (Nina) protagonizan esta cinta repleta de esperanzadoras desilusiones, junto con unos excéntricos personajes que hacen frente como pueden al destino.
Ha Asonot Shel Nina obtuvo 11 premios de la Academia Cinematográfica Israelí (Premios Ophir) en 2003. Además, fue la candidata de su país a la Mejor Película Extranjera a los Oscar y ganó 4 Premios en el Festival Internacional de Jerusalén.

## Sinopsis
Nadav es un joven adolescente de 14 años que está enamorado de su tía Nina, quien recientemente ha perdido a su marido Hattab en un ataque terrorista. Su madre Alona (Anat Waxman) entonces le pide que se mude donde su tía para que ayude a consolarla. Nadav está feliz de cumplir, ya que siente una fuerte atracción hacia ella. 
Sin embargo, no sólo tiene que hacer frente a esta situación, de por sí complicada, sino que además ha de enfrentarse a la disolución de su familia y al divorcio de sus padres. 
Su madre es una diseñadora hipertensa, mientras que su padre Amnon (Shmil Ben Ari) se ha convertido recientemente a una devoción ortodoxa y se ha retirado de la familia con el fin de unirse a un grupo de judaísmo jasídico, quienes viajan por la ciudad de Tel Aviv en una camioneta, quienes predican la palabra de Dios a través de altavoces.
Mientras el padre está moribundo, su madre es demasiado temperamental y su tía cuenta con sus propios problemas. Estos tres elementos son los ejes del universo de Nadav, quien, a pesar de todo, conseguirá ir vadeando los problemas como mero observador, procurando no emitir juicios.